# Клокотница
Клокотница (болг. Клокотница) — село в Болгарии. Находится в Хасковской области, входит в общину Хасково. Население составляет 658 человек.

## Политическая ситуация
В местном кметстве Клокотница, в состав которого входит Клокотница, должность кмета (старосты) исполняет Евгений Димитров Трендафилов (коалиция партий: партия «Родина», демократический союз «Радикалы») по результатам выборов правления кметства.
Кмет (мэр) общины Хасково — Георги Иванов Иванов (коалиция партий: партия «Родина», демократический союз «Радикалы») по результатам выборов в правление общины.